# Edgar Franco
Edgar Silveira Franco (Ituiutaba, 20 septembre 1971), plus connu sous le nom d' Edgar Franco ou Ciberpajé est un auteur brésilien de bande dessinée, diplômé en architecture, docteur en Arts et professeur à la Faculté des Arts Visuels de l'Université fédérale de Goiás,,.

## Biographie
En tant qu'auteur, il réalise plusieurs fanzines et bandes dessinées, notamment dans ce que l'on appelle désormais les « bandes dessinées poético-philosophiques ». Il crée en 2004  un univers partagé de science fiction connu sous le nom d'aurore biocybertechnologique ou aurore post-humaine,,,,.
En 2006, Franco lance le magazine Artlectos e Pós-humanos et présente à l'Escola de Comunicações e Artes de l'USP la thèse de doctorat Perspectivas Pós-humanas Nas Ciberartes. Actuellement, il est professeur adjoint à la Faculté des arts visuels de l'Université fédérale de Goiás, où il travaille également en tant que professeur permanent dans le programme de maîtrise en culture visuelle,,.